# Timothy Fok
Pour les articles homonymes, voir Fok.
Timothy Tsun-ting Fok (né le 14 février 1946 à Hong Kong) est un homme politique et un dirigeant sportif de Hong Kong, membre du Comité international olympique depuis 2001. C'est le fils aîné de Henry Fok Ying Tung.
Timothy Fok est le président du Comité olympique de Hong Kong, Chine et de la Fédération nationale de football.